# Baryscapus anasillus
Baryscapus anasillus är en stekelart som beskrevs av Graham 1991. Baryscapus anasillus ingår i släktet Baryscapus och familjen finglanssteklar.
Artens utbredningsområde är Frankrike. Inga underarter finns listade.